# Сила кохання (срібна монета)
«Си́ла коха́ння» — срібна пам'ятна монета номіналом 10 гривень, випущена Національним банком України. Присвячена коханню і продовженню історії (схожу монету НБУ випустив 2024 року) двох сердець, які поєдналися в єдине ціле.
Монету введено в обіг 5 лютого 2025 року. Вона належить до серії «Інші монети».

## Опис монети та характеристики
| Номінал грн | Метал            | Маса, грам   | Діаметр, мм | Якість виготовлення       | Гурт                           | Тираж, штук |
| ----------- | ---------------- | ------------ | ----------- | ------------------------- | ------------------------------ | ----------- |
| 10          | срібло 925 проби | 31,1 / 33,62 | 38,61       | спеціальний анциркулейтед | гладкий із заглибленим написом | 5 000       |

### Аверс

Червоне серце — символ кохання

На аверсі монети на дзеркальному тлі розміщено: стилізовану у вигляді серця троянду (елемент оздоблення — локальна позолота), у графічне полотно якої вписано слово «кохання» найпоширенішими мовами світу, що підкреслює універсальність та безмежність цього почуття, яке не знає кордонів та мовних бар'єрів; малий Державний Герб України, напис «УКРАЇНА» (крапки над літерою «ї» зображено у формі серця), номінал «10» та графічний символ гривні (угорі над трояндою); напис «20 / 25» (унизу).

### Реверс
На реверсі монети в центрі композиції на дзеркальному тлі зображено серце (елемент оздоблення — локальна позолота), від якого рівномірно розходяться хвилі. Стилізоване зображення є символом щирого та всеосяжного кохання, вібрації якого сягають найпотаємніших глибин душі.

## Автори
- Художники: Таран Володимир, Харук Олександр, Харук Сергій.

## Вартість монети
Під час введення монети в обіг 2025 року, Національний банк України реалізовував монету за ціною 3694 гривні.
Фактична приблизна вартість монети, з роками змінювалася так:
| Рік       | 2025  | 2026 | 2027 |
| --------- | ----- | ---- | ---- |
| Ціна, грн | 4 500 |      |      |